# Ipiaçu
Ipiaçu este un oraș în Minas Gerais (MG), Brazilia.